# CunninLynguists
CunninLynguists – hip-hopowe trio z południa Stanów Zjednoczonych.
Grupa jest często porównywana do innych wykonawców z południa USA, np. do Outkast, Goodie Mob, UGK czy Witchdoctor (który swoją drogą wystąpił gościnnie na płycie Dirty Acres). Główną siłą zespołu są kompozycje Kno, odbiegające daleko od typowych podkładów rapowych, został doceniony przez wiele prestiżowych magazynów po wypuszczeniu swoich remixów albumu The Black Album zatytułowanego Kno vs Hov - White Album. Kno udziela się także jako raper w kilku utworach.
Deacon The Villain, który głównie para się rapowaniem, tworzy także własne podkłady z których korzystał m.in. KRS-One.
Z CunninLynguists związany był przez pewien czas Mr. SOS. Raper był częścią zespołu od 2002 do 2004 roku, po jego odejściu lukę zapełnił Natti.
Nazwa zespołu znaczy dosłownie (choć w slangowo zniekształconej formie) "cwani językoznawcy", ale jest też aluzją do słowa cunnilingus.
Grupa współpracowała z takimi artystami jak Cee-Lo Green, Devin The Dude, Masta Ace, Immortal Technique, Phonte z Little Brother, Looptroop Rockers, Slug z Atmosphere, Witchdoctor, Nappy Roots, E-40, Evidence z Dilated Peoples.

## Dyskografia

### Albumy studyjne
- Will Rap for Food (2001)
- Southernunderground (2003)
- Sloppy Seconds Vol. 1 (2003)
- Sloppy Seconds Vol. 2 (2005)
- A Piece of Strange (2005)
- Dirty Acres (2007)
- Strange Journey Volume One (2009)
- Strange Journey Volume Two (2009)
- Oneirology (2011)
- Strange Journey Volume Three (2014)
- Rose Azura Njano (2017)

### Teledyski
- KKKY (z płyty Dirty Acres)  (2008)
- Never Come Down (The Brownie Song) (z płyty Strange Journey Volume One) (2009)
- Cocaine (z płyty Strange Journey Volume One) (2010)